# Фукье-Тенвиль
Антуан Кантен Фукье де Тенвиль, или во время революции Фукье-Тенвиль (фр. Antoine Quentin Fouquier de Tinville; 10 июня 1746, Эруэль, совр. департамент Эна — 7 мая 1795, Париж) — французский юрист, деятель Великой французской революции, общественный обвинитель (фр. accusateur public) Революционного трибунала.

## Дореволюционная биография
Происходил из семьи богатого землевладельца, добивавшегося дворянства; был вторым из пяти детей. Отец, сеньор Эруэля, дал ему фамилию по земле Тенвиль, поскольку «д’Эруэлем» уже звался его старший брат, Пьер-Элуа (двое младших братьев получили соответственно титулы «де Форест» и «де Вовилье»). Благодаря покровительству дяди по линии матери, аббата Мартена де ла Мотта, поступил в коллеж в Нуайоне, где учился десять лет. Затем под нажимом отца, желавшего видеть его юристом, пошёл в ученики к мэтру Корнийе, королевскому прокурору в Шатле, позже, в 1769 г., к другому прокурору — Бертеро. Показал себя настолько добросовестным и трудолюбивым, что сначала был назначен старшим клерком, а в 1774 г., когда прокурор Корнийе отошёл от дел, при помощи семьи и займов смог выкупить у него должность, заплатив 32.400 ливров, и стал королевским прокурором. 21 января 1774 г. Палата прокуроров Шатле выдала ему свидетельство о допуске (фр. admittatur). 19 октября 1775 г. женился на Доротее Сонье, которая родит ему пять детей. В 1782 г. его супруга умерла очередными родами. Её смерть он перенёс очень болезненно, но уже через несколько месяцев женился на девице дворянского происхождения Анриетте Жерар д’Отур, которая
также родит ему двух детей.

О его дальнейшей жизни мнения историков расходятся: одни утверждают, что он был образцовым мужем и отцом, а также честным служащим, другие, как издатель Лемуан Дезессар, делают из него проходимца на службе, развратника и любителя балерин в частной жизни:

Это был прокурор с дурной репутацией, в совершенстве владевший искусством провести дело, сколь бы несправедливым оно ни было, через все лабиринты крючкотворства, то есть нечестным путём. Он делил свои дни между постыдным, но доходным шарлатанством и грязными наслаждениями распутства; утром его можно было найти в окружении простофиль, которым он морочил голову, или мошенников, хитрости которых он покрывал, а вечером он растрачивал плоды своих надувательств на презренных куртизанок. Особо он предпочитал театральных танцовщиц, которым бездумно приносил в жертву своё состояние и от которых, как уверяют, часто получал горькие плоды разврата.

Так или иначе, в 1783 г. он был вынужден продать должность, чтобы расплатиться по долгам. Потом он многократно переезжал с квартиры на квартиру. По его собственному утверждению, он участвовал во взятии Бастилии, но подтверждений этого нет. Уже во время революции он сумел стать комиссаром секции Сен-Мерри, где жил, и тем самым начал новую карьеру. Когда 17 августа 1792 года для суда над теми, кто защищал короля 10 августа, был создан Чрезвычайный трибунал, его назначили директором комиссии обвинителей. За него ходатайствовал Камиль Демулен, его дальний родственник, которому Фукье 20 августа направил следующее письмо:

До навсегда достопамятного дня десятого числа сего месяца, мой дорогой родственник, патриотизм был не только исключением во всяком месте, но и мотивом для преследований; примером этого служите вы сами. Наконец пришло время, надо надеяться, когда истинный патриотизм должен восторжествовать… Мой патриотизм вам известен, как и мои способности, особенно к спорным делам. Льщу себя надеждой, что вы сможете походатайствовать за меня перед министром юстиции (Дантоном), чтобы предоставить мне место либо в его конторах, либо где-нибудь ещё. Вы знаете, что я отец многочисленного семейства и мало обеспечен; мой старший сын, шестнадцати лет, умчавшийся к границам, обходился и обходится мне очень дорого […] В полнейшей мере пребываю, дорогой родственник, вашим смиреннейшим и покорнейшим слугой. Фукье, законник.
Когда этот трибунал после Сентябрьских убийств был распущен, Фукье-Тенвиля назначили прокурором Сен-Кантена, но он не спешил приступать к своим обязанностям. Вскоре Конвент назначил его общественным обвинителем при заново созданном Чрезвычайном уголовном трибунале (будущем Революционном трибунале), и он подал в отставку с поста прокурора Сен-Кантена.

## Общественный обвинитель
10 марта 1793 года Национальный Конвент декретировал создание Чрезвычайного уголовного трибунала, который с 29 октября того же года (8 брюмера II года) будет называться Революционным трибуналом. 13 марта были выбраны его руководители: общественный обвинитель — Луи-Жозеф Фор, его заместители — Фукье-Тенвиль, Флерио-Леско и Донзе-Вертёй. Фор отказался от этого предложения, и его пост занял Фукье-Тенвиль.
Первоначально его контролировала назначаемая Конвентом «комиссия шести», но её скоро упразднили, и Фукье-Тенвиль отчитывался перед Комитетом общественной безопасности, а во время больших политических процессов и перед Комитетом общественного спасения. Фукье-Тенвиль выступал в этом качестве, в частности, на процессах Шарлотты Корде (17 июля 1793 г.), Марии-Антуанетты (14–16 октября 1793 г., или 23–25 вандемьера II года), жирондистов (24–30 октября 1793 г., или 3–9 брюмера II года), Барнава (27–28 ноября 1793 г., или 7-8 фримера II года), эбертистов (21–24 марта 1794 г., или 1-4 жерминаля II года), дантонистов (2–5 апреля 1794 г., или 13–16 жерминаля II года). Он же после 9 термидора удостоверил личности поставленных вне закона Робеспьера, Сен-Жюста, Кутона перед их отправкой на гильотину. Общественный обвинитель планировал зал заседаний, толковал закон, составлял обвинительные акты, встречался с палачом и заказывал телеги для осуждённых.
Основным его стремлением было сохранение заработка для поддержания семьи — жены и семерых детей. Почти всё своё время он проводил в Дворце Правосудия (фр. Palais de Justice), просеивая сквозь сотни свидетельских показаний, составляя дела (фр. dossiers), поддерживая административную переписку из 80–90 писем ежедневно и намечая листы арестованных, которых он затем должен был предоставить в Революционный трибунал для судебного разбирательства. Для того, чтобы он мог быть на своем посту без задержки, декретом от 2 прериаля ему предоставили жилые комнаты прямо во Дворце Правосудия.
Каждый день между 10 и 11 вечера, в сопровождении четырёх жандармов, он переходил по мосту Пон-Нёф от Консьержери в Тюильри для доклада правительственным комитетам. Там он докладывал о результатах дня в суде и предоставлял список обвинённых для судебного разбирательства назавтра. Усталые члены комитетов могли задать какие-либо вопросы, какое-либо имя могло быть добавлено, а кто-то вычеркнут из списка. Окончательный список подписывался, делались копии — причём всегда была вероятность ошибки при копировании. Заказывались повозки для осуждённых, Фукье всегда знал количество в пределах одного-двух осуждённых, для последней поездки на эшафот.

## 9 термидора
Нельзя определить точно политическую направленность самого Фукье. Но так как Революционный трибунал являлся орудием политическим, он оказался втянут в интриги перед 9 термидора, когда антиробеспьеристы и члены Комитета общественной безопасности Амар и Вадье поручили Фукье расследование дела Екатерины Тео (называвшей себя Богородицей, а Робеспьера — своим сыном), которое косвенно бросало тень на Робеспьера. Произошла очередная бурная сцена в Комитете общественного спасения и Робеспьеру удалось закрыть дело. Фукье был возмущён таким прямым вмешательством в расследование. Но попытка Робеспьера заменить его на посту прокурора не удалась — остальные члены правительственных комитетов, очевидно, были против.
Заседание Революционного трибунала 9 термидора проходило как обычно — никто не подозревал о бурных событиях в Конвенте. Было зачитано обвинение, прошли прения сторон, затем жюри пригласили удалиться в комнату совещаний. Вдруг произошло нечто необычайное. Прямо посреди заседания президент Революционного трибунала Дюма (робеспьерист и первый человек, кого Конвент приказал арестовать 9 термидора) был арестован по приказу Конвента. Но, несмотря на общее изумление, он был замещён и заседание продолжилось. Около часа дня жюри объявило своё заключение. Все обвинённые, 25 человек, кроме одной женщины, гражданки Кориолис (фр. Coriolis), были объявлены виновными. Во дворе уже ждали повозки для последнего пути на эшафот.
Днём этого дня Фукье, Коффиналь, вице-председатель трибунала, и другие обедали у одного из своих знакомых. Около 5 часов дня пришло известие об аресте Робеспьера и его друзей. Множество народа двигалось к Коммуне. Зазвучал набат. Коффиналь, член Исполнительного комитета Коммуны, встал — «Я должен идти туда». «Я остаюсь в Консьержери, на моём посту, где я могу получить инструкции в любую минуту», — сказал Фукье и отправился в Консьержери. Глубокой ночью, услышав стрельбу со стороны ратуши, он всё же отправился в комитет общественной безопасности и, узнав об аресте мятежников, поздравил Конвент со «славной победой».

## Процесс и казнь
После 9 термидора, хотя Фукье сразу же поддержал переворот, «идентифицировав личности» Робеспьера и его соратников (их поставили вне закона и суд над ними не требовался), вышел декрет об аресте его самого и членов его суда. 14 термидора, в Конвенте, Фрерон, «спаситель юга», прославившийся расправами над мятежниками в Марселе и Тулоне, потребовал ареста всего состава Революционного трибунала как сторонников Робеспьера, что было единогласно поддержано Национальным собранием. Таким образом комитет общественной безопасности постановил арестовать Фукье, противника Робеспьера, как робеспьериста. Уверенный, что он ни в чём не виновен, Фукье-Тенвиль сам сдался властям, не дожидаясь ареста.

Процесс по его делу и делу ещё 23 обвиняемых начался 28 марта 1795 года (8 жерминаля III года). Судил его Революционный трибунал, обновлённый согласно закону от 28 декабря 1794 года (8 нивоза III года), председателем стал Пьер Жан Ажье. Фукье обвинили в том, что в рамках одного обвинительного акта и в одном преступлении он судил лиц, не знакомых друг с другом (то есть в составлении «амальгам»); что ряд лиц по его вине был казнён без обвинительного акта, без суда и приговора; что из-за спешки он подменял одно лицо другим и на гильотину попадали люди, не осуждённые судом, и т. д. Было опрошено 419 свидетелей. 1 мая заместитель прокурора произнёс обвинительную речь, а 3 мая в свою защиту выступил сам Фукье-Тенвиль. Он сказал:

Здесь должны были бы судить не меня, а вождей, чьи приказы я выполнял. Я действовал только в силу законов от 14 фримера и 23 вантоза, законов, которые издал Конвент, наделённый всеми полномочиями; его членов здесь нет, и я оказываюсь главой заговора, которого никогда не знал; на меня клевещут, а народ всегда жаждет найти виноватых. Лишь недоброжелатели могут дурно расценить то, что я говорю.

17 флореаля III года (6 мая 1795 года) трибунал приговорил Фукье и ещё 15 бывших членов трибунала к смерти, обвинив в следующем: «Что он устраивал в революционном трибунале, заседавшем в Париже в течение II года Французской республики, происки или заговоры, способствующие осуществлению убийственных для свободы планов врагов народа и Республики, провоцирующие роспуск национального представительства и низвержение республиканского режима и подстрекавшие одних граждан вооружаться против других; а именно, погубив под видом суда бесчисленную массу французов всякого возраста и обоего пола; измышляя для этого планы заговоров в разных парижских тюрьмах […] объединяя (фр. amalgamant) в одном и том же обвинительном акте, осуждая и приговаривая к казни нескольких человек всякого возраста, обоего пола, изо всех стран, абсолютно незнакомых между собой…» и ещё по 23 пунктам.
Когда в одиннадцатом часу утра 18 флореаля (7 мая 1795 г.) осуждённых везли на казнь, а бежавшая за телегой толпа осыпала их неистовыми ругательствами и проклятиями, — Фукье-Тенвиль не молчал. По свидетельству очевидцев, бледный, с горящими глазами, скрученный верёвками и привязанный к повозке человек отвечал этим людям. Правительственный «Moniteur» туманно отмечал, что Фукье-Тенвиль отвечал «самыми страшными предсказаниями». Из других показаний сегодня известно, что он улыбался и кричал народу: «Ступайте за хлебом, канальи» (фр. aller chercher du pain, canailles) — суд и казнь происходили во время голода в Париже после отмены максимума термидорианцами, что привело к последним восстаниям санкюлотов в жерминале и прериале. Его гильотинировали на Гревской площади последним по порядку из шестнадцати человек, казнённых в Париже в это утро, при этом палач, по яростному требованию толпы, схватил за волосы его отрубленную голову и показал её на все четыре стороны.

## В кино
- «Наполеон» (немой, Франция, 1927), в роли Фукье-Тенвиля — Поль Амио[фр.]
- «Мария-Антуанетта — королева Франции» (1956), в роли Фукье-Тенвиля — Жан Клодио.
- «Дантон» (1983), в роли Фукье-Тенвиля — Роже Планшон.
- «Австрийка» (1989), в роли Фукье-Тенвиля — Даниэл Мезгиш.
- «Шарлотта Корде»  (2008), в роли Фукье-Тенвиля — Тьерри Гибо.